# NGC 810-1
NGC 810-1 (другие обозначения — UGC 1583, MCG 2-6-26, ZWG 438.24, PGC 7965) — эллиптическая галактика (E) в созвездии Овен.
Этот объект входит в число перечисленных в оригинальной редакции «Нового общего каталога».
Галактика имеет двойное ядро, поэтому она может быть двойной системой галактик, которая находится на поздних стадиях слияния. Она также имеет видимый спутник — NGC 810-2, или PGC 3126708. Лучевая скорость галактики составляет 7795 км/с, а у спутника — 7420 км/с, поэтому NGC 810-1 и NGC 810-2, возможно, физически связаны, но столь же вероятно, что NGC 810-2 — это галактика «переднего плана», расположенная в одном направлении с NGC 810-1.